# Rualena balboae
Rualena balboae är en spindelart som först beskrevs av Schenkel 1950.  Rualena balboae ingår i släktet Rualena och familjen trattspindlar. Inga underarter finns listade i Catalogue of Life.